# Линда Смирсич
Линда Смирсич е професор по мениджмънт в Училището по мениджмънт Айзенбърг на Масачузетския университет в Амхърст, където преподава организационни алтернативни парадигми, тя е част от научния подход на критически изследвания в мениджмънта и критически изследовател в областта на организационната култура и пола .

## Биография
Линда Смирсич е бакалавър по науките от Държавния университет на Ню Йорк в Асвего, магистър и доктор от Сиракюзкия университет. Била е ръководител на Департамента по мениджмънт към Училището по мениджмънт „Айзенбърг“.
Нейните изследователски интереси са в полето на организационното поведение и организационната теория; качествени изследвания, алтернативни парадигми, културни перспективи на организациите и мениджмънта, организационна промяна, пол и организация, феминистка теория. Докато по-ранните ѝ работи са върху организационната култура, по-късно тя започва да търси една критическа перспектива върху организациите и мениджмънта. Много от публикациите на Линда Смирсич са в съавторство с Марта Калас и са фокусирани върху области като културни изследвания, постмодернизъм, феминизъм и пост-колониална теория за анализиране на теми като ръководни умения, бизнес етика и глобализация. 
Тя е съавтор на международното интердисциплинарно списание Organization, заедно с Гибсън Бърел, Марта Калас и Майк Рийд.

## Награди
- Награда за изключителен преподавател в колеж, 2009 Училище по мениджмънт „Айзенбърг“
- Награда за изтъкнат докторант, 2008 Училище по мениджмънт „Уитман“, Сиракюзки университет
- Награда за научен принос „Сейдж“, 2006 Отдел за пол, разнообразие и организации, Академия по мениджмънт

## Личен живот
Неин житейски партньор е Марта Калас.